# Shia LaBeouf
Shia Saide LaBeouf (sinh ngày 11 tháng 6 năm 1986 tại Los Angeles, California) là một diễn viên, đạo diễn phim người Mỹ.

## Sự nghiệp điện ảnh
Ngôi sao đến từ Los Angeles này bắt đầu đóng phim từ năm 7 tuổi: Dr. Quinn, Medicine Woman (CBS, 1993-98). Phim ảnh với Shia LaBeouf dường như là định mệnh. Shia LaBeouf cũng đã tham gia rất nhiều series phim truyền hình ăn khách trong đó có The X-Files (Fox, 1993-2002), Freaks and Geeks (NBC, 1999-2000) nhưng nổi nhất là vai Louis Stevens trong 66 tập phim của series Even Stevens (Disney Channel, 1999-2003), vai diễn đã mang về cho anh giải Daytime Emmy Award cho Diễn viên xuất sắc nhất 2003.
Cũng trong năm 2003, Shia LaBeouf lại gây ấn tượng với bộ phim nhựa Holes, vai diễn đã mang về cho anh giải MTV Movie Award cho Nam diễn viên mới xuất sắc nhất. Chỉ tính từ năm 2003 đến nay Shia LaBeouf đã tham gia 12 phim lớn của Hollywood mà đáng kể nhất là: Charlie’s Angels: Full Throttle, I, Robot, Kẻ cứu rỗi nhân loại,... những phim cực kỳ thành công về doanh thu.
Tuy nhiên 2007 mới thực sự là năm của Shia LaBeouf khi cùng lúc hai bộ phim đại thắng về doanh thu: Disturbia và Transformers (Robots Đại Chiến) ra mắt. Hai trong số những siêu phẩm đáng xem nhất mùa hè năm nay sẽ cùng được công chiếu trong tháng 8.
Sau màn ra mắt ấn tượng của Transformers và Disturbia, tạp chí Nylon đã ngay lập tức có một bài viết hoành tráng về Shia LaBeouf với cái title ấn tượng: A Star Is Born (Một ngôi sao đã ra đời!) Còn đạo diễn Steven Spielberg thì không ngừng khen ngợi Shia LaBeouf trên tạp chí Time.
Từng được đề cử giải SAG Award danh tiếng của Hiệp hội các diễn viên Mỹ cùng những thành tích đáng nể trong phim ảnh, Shia LaBeouf hiện đang được xếp vào danh sách những diễn viên hạng A của Hollywood.